# Principes à valeur constitutionnelle
Les principes à valeur constitutionnelle sont, en droit français, des principes qui doivent être respectés par l'État. C'est une création jurisprudentielle, c'est-à-dire qu'ils ne figurent pas dans le texte constitutionnel de 1958. 

## Contenu
Les principes à valeur constitutionnelle font partie du bloc de constitutionnalité. Ce concept englobe de manière large la Constitution de la Ve République, la Déclaration des droits de l'homme et du citoyen de 1789, le Préambule de la Constitution de 1946, mais aussi la Charte de l'environnement, les principes fondamentaux reconnus par les lois de la République et les objectifs de valeur constitutionnelle.
Font partie de ces principes :
- le principe de continuité de l'État et du service public (décision du Conseil constitutionnel, 1979)[1]  ;
- le principe de respect de la dignité humaine (décision du Conseil constitutionnel, 1994[2]) ;
- la liberté d’entreprendre (décision du Conseil constitutionnel de 1982[3] - article 4 de la Déclaration de 1789) ;
- le droit au respect de la vie privée (décision n°94-352 DC du 18 janv. 1995)[4].
- le droit d’accès aux documents d’archives publiques (décision no 2017-655 QPC du 15 septembre 2017)
- le principe de fraternité (Décision no 2018-717/718 QPC du 6 juillet 2018 - Article 2 : devise Liberté, Égalité, Fraternité + Préambule + Article 72-3 de la Constitution)[5]
- le principe de publicité des audiences devant les juridictions civiles et administratives et le principe de publicité des débats et du prononcé du jugement (Décision no 2019-778 DC du 21 mars 2019)

Les règles et principes de valeur constitutionnelle ne sont pas des principes généraux du droit.